# Fred il ribelle
Fred il ribelle (Western Union) è un film diretto nel 1941 da Fritz Lang.
È il secondo western del regista dopo Il vendicatore di Jess il bandito (1940).

## Trama
1861. La Western Union Telegraph Company viene incaricata dal governo di realizzare la prima rete telegrafica intercontinentale che deve collegare le città di Omaha e Salt Lake City.
Vance Shaw è un bandito che ha abbandonato il gruppo di fuorilegge a cui apparteneva e sta fuggendo da essi, in cerca di una nuova condizione di vita.
Il suo cavallo è ferito ed è costretto a proseguire a piedi.  Incontra un uomo a cui decide di rubare il cavallo, ma cambia idea quando vede che è ferito e lo soccorre. L'uomo ferito è Edward Creighton, un ingegnere della compagnia, rimasto vittima di un incidente mentre perlustrava la zona di frontiera.
Creighton sta assumendo una squadra per fare il lavoro di linea e,  malgrado abbia dei sospetti su Shaw, gli è riconoscente per averlo salvato e lo assume.
Arriva presso gli uffici della compagnia anche Richard Blake, figlio di un ricco azionista, che il padre ha mandato per imparare e far pratica, dopo gli studi di ingegneria ad Harvard.
La sorella di Creighton, Sue, bella e vivace telegrafista, è corteggiata contemporaneamente dai due giovanotti, che cavallerescamente si alternano al suo fianco.
Un operaio viene ucciso dagli indiani. Shaw parte per trovare gli assassini e scopre che non solo sono uomini bianchi travestiti da indiani, ma anche che appartengono alla sua banda . Il leader del gruppo, Jack Slade, dice a Shaw che stanno lavorando per i confederati per interrompere i lavori della Western Union.
Accadono nuovi incidenti e un emissario di Slade invita Shaw a seguirlo per un colloquio chiarificatore. Ma i fuorilegge lo immobilizzano, mentre versano benzina sui cespugli secchi a cui daranno fuoco per incendiare il bosco che circonda l'accampamento degli uomini della Western Union e distruggerlo.
Con dolorose perdite a fatica i sopravvissuti trovano scampo lungo le rive di un lago. Shaw, che è riuscito a liberarsi, ustionandosi le mani per sciogliere i lacci, ritorna a prestare aiuto. Ma Creighton ora pretende una spiegazione. Shaw né parla né si giustifica, ma si congeda definitivamente e abbandona il campo. Soltanto a Blake che l'ha seguito rivela che Slade è suo fratello affinché lo riferisca a Creighton. Cavalca decisamente verso la città in cui sa di ritrovare Slade. Nel negozio del barbiere avviene il drammatico confronto e Shaw è ferito a morte.
Richard Blake lo raggiunge in tempo per vendicarlo e rendere omaggio al coraggioso compagno. Al collo porta il monile regalatogli come pegno d'amore da Sue.
La Western Union completa l'installazione della linea telegrafica. Sue ricorda, insieme al fratello, l'uomo amato e perduto.

## Produzione
Il film fu girato presso Rock House Canyon in Arizona e nel Parco nazionale di Zion nello Utah.
Il regista si informò di ogni questione tecnica per dare autenticità al film: i sistemi per alzare i pali e tendere i fili, la funzione degli isolatori, gli attrezzi usati all'epoca. Si documentò sullo svolgimento dei lavori e scoprì che gli unici problemi incontrati dalla Compagnia furono l'approvvigionamento della materia prima, il legname per i pali del telegrafo, e le zecche dei bisonti che spingevano gli animali a grattarsi la schiena contro i pali facendoli crollare.
La lavorazione del film durò 56 giorni: ironicamente il regista fece notare che era il doppio del tempo impiegato realmente dalla Compagnia per ultimare i lavori.

### Regia
Lang disse: «Dopo che il film fu distribuito accadde una cosa che apprezzai moltissimo. Ricevetti una lettera da un club di veterani di Flagstaff, in Arizona, in cui si diceva: "Caro signor Lang, abbiamo visto Western Union e questo film descrive il West molto meglio dei migliori film che sono stati fatti sul west».

## Accoglienza

### Critica
«Nel film compaiono i classici motivi western: incontri con gli indiani, reminiscenze della guerra civile, scontro fra diversi codici morali. Al centro si pone il tipico motivo western del fuorilegge che vuole diventare onesto. Vance Shaw, ex bandito dal cuore d'oro, vive il tragico conflitto tra la sua lealtà alla Western Union, per la quale ora funge da scout, e l'affetto per il proprio fratello, capo di una banda che Vance non vuole denunciare. Un personaggio simile, intrappolato dal destino, in conflitto con la giustizia amministrata da equivoci guardiani dell'ordine, era ovviamente interessante per Lang».
«Un eroe vittima del suo destino e dei suoi legami familiari, i cui sforzi per redimersi finiranno in un tragico fallimento».